# Audioslave
Audioslave là một nhóm nhạc rock Mỹ được thành lập tại Los Angeles vào năm 2001.Ban nhạc gồm bốn thành viên bao gồm ca sĩ chính Chris Cornell, Tom Morello (guitar chính), Tim Commerford (bass /hát đệm), và Brad Wilk (trống)
Trong sáu năm tồn tại, Audioslave đã phát hành ba album, nhận được ba đề cử Grammy, bán được hơn tám triệu bản trên toàn thế giới

## Lịch sử

### Hình Thành (2000-2001)
Lịch sử của Audioslave bắt đầu từ ngày 18 tháng 10 năm 2000, khi giọng ca chính của Rage Against the Machine, Zack de la Rocha tuyên bố anh sẽ rời khỏi ban nhạc.Rage Against the Machine đã tan vỡ do sự ra đi của de la Rocha, nhưng ba thành viên còn lại của ban nhạc là Tim Commerford, Tom Morello và Brad Wilk, đã quyết định ở lại với nhau và tuyên bố kế hoạch tiếp tục với một giọng ca mới. Nhà sản xuất âm nhạc và người bạn, Rick Rubin đề nghị họ chơi với Chris Cornell, cựu thủ lĩnh của Soundgarden. Commerford sau đó đã ghi nhận Rubin người đã đưa những thành viên của Audioslave đến với nhau. Anh gọi anh là "thiên thần ở ngã tư đường" bởi vì "nếu không phải là anh, tôi sẽ không ở đây hôm nay".
Liên kết giữa Cornell và ba người kia đã rõ ràng ngay lập tức; như Morello đã mô tả: "Anh ấy bước tới micro, bắt đầu hát và tôi không thể tin được. Nó nghe không tốt. Nó cũng nghe không hay. Mà nó nghe thật siêu việt. Và... khi có một thứ không thể thay thế mối liên kết từ khoảnh khắc đầu tiên, bạn không thể phủ nhận nó

### Tan rã (2006-2007)
Vào ngày 22 tháng 1 năm 2007, Rage Against the Machine được thông báo sẽ tái hợp trong một chương trình duy nhất, tại Liên hoan âm nhạc và nghệ thuật Thung lũng Coachella, vào ngày 29 tháng 4. Chưa đầy một tháng sau, vào ngày 15 tháng 2, Cornell chính thức tuyên bố rời khỏi Audioslave, với tuyên bố :"Do những mâu thuẫn về tính cách không thể giải quyết cũng như sự khác biệt về âm nhạc, tôi vĩnh viễn rời khỏi ban nhạc Audioslave. Tôi ước ba thành viên còn lại không có gì ngoài những nỗ lực tốt nhất trong tương lai của họ".
 Theo The New York Post báo cáo rằng theo các nguồn tin, sự chia rẽ không phải là về "xung đột nhân cách không thể giải quyết" mà là về tiền bạc; một người bạn của Cornell nói: "Chris không hài lòng với sự sắp xếp tài chính trong nhóm nhạc - anh ấy đã viết tất cả bài nhạc, nhưng ba thành viên còn lại đã chia sẻ những phần thu nhập bằng nhau của các quyền xuất bản hàng triệu đô la".

### Cuộc hội ngộ và cái chết của Chris Cornell (2017)
Vào ngày 17 tháng 1 năm 2017, Audioslave sẽ tái hợp cho chương trình đầu tiên của họ sau mười hai năm tại Prophets of rage anti inaugural ball, phản đối lễ nhậm chức của Tổng thống Donald Trump. Sự kiện diễn ra vào ngày 20 tháng 1 năm 2017..
Khi được hỏi vào tháng 2 năm 2017, liệu có tái hợp Audioslave trong tương lai không, Cornell trả lời: "Có thể. Ý tôi là, chúng tôi đã nói về nó trong ít nhất ba hoặc bốn năm nay. Chúng tôi đã nói về việc thực sự hợp nhất lại, và cuối cùng không hoạt động vì mọi người quá bận rộn. Họ lại có một ban nhạc khác, tất cả họ đều có những ban nhạc riêng mà họ tự làm, tôi có Soundgarden và một sự nghiệp solo chiếm rất nhiều thời gian."
Vào ngày 18 tháng 5 năm 2017, Cornell được tìm thấy đã chết trong phòng khách sạn của mình ở Detroit sau khi biểu diễn tại một chương trình với Soundgarden, chấm dứt hoàn toàn khả năng có bất kỳ cuộc tái hợp nào nữa.

## Phong cách âm nhạc và ảnh hưởng

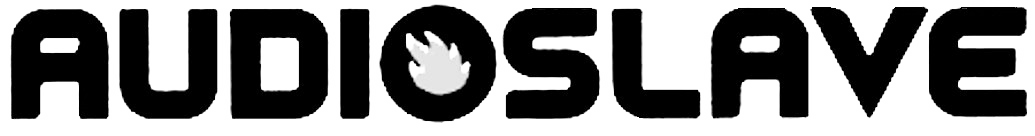
Logo của Audioslave

Phong cách âm nhạc của Audioslave thường được coi là hard rock, post-grunge và alternative rock.Bằng cách kết hợp hard rock riff, Audioslave đã tạo ra một phong cách âm nhạc đặc biệt. Bản phối này được điều khiển bởi dải âm vực của Cornell, những bản độc tấu guitar sáng tạo của Morello và phần tiết tấu mạnh mẽ của Wilk và Commerford. Morello, mặc dù nói rằng ông "chưa bao giờ cảm thấy bị giới hạn về âm nhạc" trong Rage Against the Machine, đã nói rằng ông có "nhiều phạm vi hơn để khám phá với Audioslave" và "nhiều không gian âm nhạc rộng lớn hơn". Điều này có nghĩa là các thành viên có cơ hội viết những bài hát chậm và du dương, điều mà trước đây họ chưa từng làm.
Giống như Rage Against the Machine đã làm, Audioslave cũng tuyên bố "Tất cả âm thanh được tạo ra bởi guitar, bass, trống và giọng hát" trong các của album của họ khi màn biễu diễn solo guitar của Morello thường khiến người nghe tin rằng ban nhạc sử dụng các mẫu, hiệu ứng tổng hợp hoặc kỹ thuật xoay bàn đĩa để tạo ra những giai điệu đặc biệt.

## Album
- Audioslave (2002)
- Out of Exile (2005)
- Revelations (2006)